# Евангелисмос
Евангелисмос (грч. Ευαγγελισμός) је насељено место у општини Бешичко Језеро у периферији Средишња Македонија, Грчка. Према попису из 2021. године било је 392 становника.
Насеље се раније звало Караџали и заједно са селима Даутли и Неби Махала је 1913. године имало 158 житеља Турака. Током Балканских ратова село је настрадало а становништво избегло. Обновљено је после 1922. године када су насељене грчке избегличке породице из Турске, којих је на попису из 1928. године било 289.

## Познате личности
- Агатонас Јаковидис, грчки певач народне музике